# Tukulti-Ninurta I.
Tukulti-Ninurta I. (slovensko zaupam v (boga vojne) Ninurto) je bil kralj Srednjeasirskega kraljestva, ki je vladal od 1243 pr. n. št. do  1207 pr. n. št. 
Na asirskem prestolu je nasledil svojega očeta 	Šalmaneserja I. in kot kralj v bitki pri Nihriji okoli leta 1237 pr. n. št. premagal Hetite in prisvojil njihovo ozemlje v Mali Aziji in Levantu. Tukulti-Ninurta je obdržal asirsko oblast v kraljestvu Urartu okoli jezera Van  in kasneje premagal kasitskega babilonskega kralja Kaštiliaša IV., zasedel rivalsko mesto Babilon in utrdil asirsko oblast nad celo Mezopotamijo. Razglasil se je za babilonskega kralja in za tujerodnimi Amoriti in Kasiti po več stoletjih postal prvi domorodni mezopotamski vladar. Naslavljati se je začel s starodavnim vladarskim naslovom »kralj Sumerije in Akadije«, ki ga je prvi uporabljal Sargon Akadski.
Tukulti-Ninurta je pred začetkom svoje ofenzive za pomoč prosil bogu Šamaša. Kaštiliaša IV. je ujel in ga v verigah odpeljal v Asirijo. Asirski zmagovalci so porušili obzidje Babilona, pobili veliko meščanov in na poti skozi mesto do Mardukovega templja  Esagila plenili. Iz templja so odnesli Mardukov kip. Po osvojitvi Babilona so Asirci napadli Arabski polotok in osvojili arabski državi Dilmun in Meluha.
Med srednjeasirskimi besedili, odkritimi v starodavnem Dūr-Katlimmu, je tudi pismo Tukulti-Ninurte sukkalu rabi'u ali velikemu vezirju, Ashur-iddinu, v katerem mu svetuje, kako naj njegov general Šulman-mušabšu spremlja ujetega Kaštiliaša, njegovo ženo in spremstvo, v katerem je bilo veliko žensk, na poti v izgnanstvo. V tem času je premagal Elamite, ki so si sami želeli osvojiti Babilon. Tukulti-Ninurta je napisal tudi epsko pesem o svoji vojni proti Babiloniji in Elamu. Po babilonskem upor je odšel na pohod v Babilonijo in oplenil templje, kar je bilo za vse Mezopotamce, tudi Asirce, veliko bogoskrunstvo. Ker so se odnosi duhovščino v Asiriji začeli slabšati, je Tukulti-Ninurta zgradil novo prestolnico Kar-Tukulti-Ninurta. Sinovi so se mu uprli in ga v novi prestolnici oblegali. Med obleganjem so ga umorili. Nasledil ga je sin Ašur-nadin-apli. 
Po njegovi smrti se je v Asiriji začelo kratko obdobje stagnacije. Vojno med njim in Kaštiliašem IV. opisuje asirski  Ep o Tukulta-Ninurti.

## Sklica
1. ↑  J. M. Munn-Rankin (1975): Assyrian Military Power, 1300–1200 B.C. V I. E. S. Edwards:  Cambridge Ancient History, Volume 2, Part 2, History of the Middle East and the Aegean Region, c. 1380–1000 BC. Cambridge University Press. str. 287–288, 298.
2. ↑  I.E.S. Edwards, C.J. Gadd, N.G.L. Hammond (ur.): The Cambridge Ancient History, Edition 3, revised, Cambridge University Press, 1975, ISBN 0-521-08691-4, ISBN 978-0-521-08691-2, str. 284-295.